# Dolce Vita (canción)
Dolce Vita es una canción del año 1983 interpretada por Ryan Paris y compuesta y escrita por Paul Mazzolini y Pierluigi Giombini. El título de la canción es una referencia a la película del mismo nombre.
El tema fue posteriormente versionado por la cantante española Soraya Arnelas en su disco del mismo título publicado en 2006.